# Мінерали стійкі
Мінерали стійкі (рос. минералы устойчивые, англ. stable minerals, нім. stabile Minerale n pl) – мінерали, які важко піддаються процесам руйнування на поверхні Землі та в зоні вивітрювання. Такі мінерали довго зберігаються без зміни і витримують перенесення на значні відстані. До них належать: циркон, рутил, кварц, граніт та менш стійкі польові шпати. Стійкі мінерали рудні утворюють розсипні родовища (каситерит, хроміт, золото, платина та ін.).